# 瓜蘭達

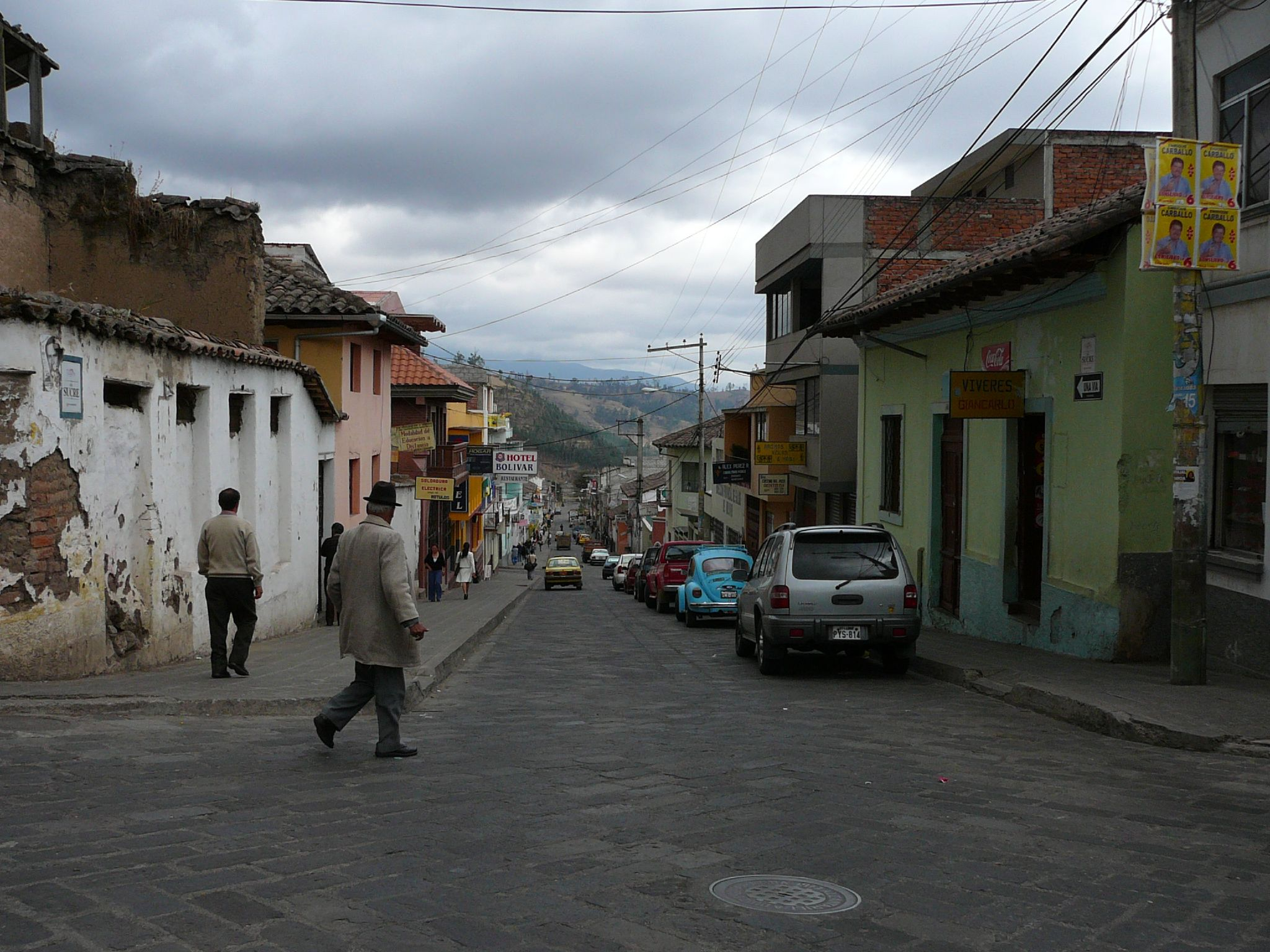

瓜蘭達（西班牙語：Guaranda）是厄瓜多爾的城鎮，是玻利瓦尔省的省会，位於該國中部，距離里奧班巴約60公里，始建於1571年，海拔高度2,668米，2000年人口27,866。

## 外部連結
- 瓜兰达市政府网站（西班牙文）

1°36′20″S 79°00′11″W / 1.60556°S 79.00306°W